# Woesha Cloud North
Woesha Cloud North (Ho-Chunk - Ojibwe, 7 de septiembre de 1918-10 de octubre de 1992) fue una artista, maestra y activista estadounidense. Enseñó en las escuelas públicas de Palo Alto desde 1961 hasta 1969 y luego ayudó a dirigir la escuela durante la Ocupación de Alcatraz. Desde principios de la década de 1970, comenzó a enseñar a nivel universitario, enseñando arte en el San Francisco State College, la Universidad de Nebraska-Lincoln y la Universidad Estatal de California, Fresno. A lo largo de su vida, participó activamente en organizaciones de mujeres y organizaciones enfocadas en los pueblos indígenas. Póstumamente, su servicio fue honrado con una inducción al Salón de la Fama de Antiguos Alumnos Multiculturales de Stanford en 1995.

## Biografía
Anne Woesha Cloud nació el 7 de septiembre de 1918 en Wichita, Kansas, hija de Elizabeth Georgiana (de soltera Bender) y Henry Roe Cloud. Por parte de su padre, Cloud era Ho-Chunk y por parte de su madre, Ojibwe.  Su padre fue un maestro que fundó el Instituto Indígena Americano de Wichita, y más tarde fue el superintendente del Instituto Haskell en Lawrence, Kansas. Su madre era maestra y enseñaba en el Instituto, administraba las finanzas, actuaba como matrona y asesoraba en la administración escolar. Cloud era la segunda hija de la pareja y tenía una hermana mayor, Elizabeth Marion (nacida en 1917), y tres hermanos menores, Lillian Alberta (nacida en 1920), Ramona Clark (nacida en 1922) y Henry Jr. (1926-1929). Cuando murió su hermano, adoptaron a Jay Hunter, según la costumbre de Ho-Chunk. Sus padres eran firmes defensores de la educación superior y Cloud obtuvo una licenciatura de Vassar College en 1940.

## Carrera profesional
Tras graduarse, Cloud trabajó para la Oficina de Asuntos Indígenas, enseñando en prácticas en la Escuela Indígena de Phoenix, antes de ser enviada a enseñar como instructora de artes y oficios en la Reserva Indígena de Pine Ridge. Después de enseñar durante dos años, Cloud se casó con un no nativo, Robert Carver North, el 14 de agosto de 1943 en Walterboro, Carolina del Sur. Robert sirvió en el Ejército de los EE. UU. durante la Segunda Guerra Mundial y participó en la Batalla de Saipán. Mientras estuvo fuera, North completó una maestría en pintura y bellas artes con LC Mitchell en la Universidad de Ohio en 1944 y luego se mudó a Cambridge, Massachusetts. A finales de la década de 1940 se habían mudado a California y ambos estudiaban en la Universidad de Stanford. Robert se convirtió en profesor en Stanford y North dedicó tiempo a criar a sus cinco hijos. Su hija, Renya K. Ramírez, es antropóloga y escritora.
North se convirtió en una expositora habitual de arte en el Área de la Bahía de San Francisco y cuando sus hijos tuvieron la edad suficiente, volvió a la enseñanza. En 1961, se convirtió en profesora de arte para el sistema de escuelas públicas de Palo Alto. El 2 de diciembre de 1969, Cloud fue a la Isla de Alcatraz para participar en la ocupación que se desarrolló allí entre los nativos americanos. Poco más de una semana después, cuando se fundó la escuela primaria All Tribes, comenzó a enseñar en la escuela experimental. Junto con los cursos ordinarios de lectura y matemáticas, los estudiantes recibieron clases de cultura nativa. Durante la semana, North permanecía en la isla pero los fines de semana volvía a cuidar de su familia. En mayo de 1970, regresó a casa, pero continuó viajando a la isla dos días a la semana para dar clases de arte, hasta que el gobierno obligó a los indios americanos que seguían en la isla a abandonar la ocupación en junio de 1971.
En el otoño de 1970, North se unió a la fundación del Cuerpo Nacional de Acción de Mujeres Indias, una organización de empoderamiento para mujeres nativas americanas. Entre las fundadoras cabe citar también a Dorothy Lonewolf Miller (Blackfoot), presidenta; Grace Thorpe (Sac & Fox), vicepresidenta; Stella Leach (Colville - Oglala Lakota), 2ª vicepresidenta; North, como secretaria; Henrietta Whiteman (Cheyenne), tesorera; y Jennie R. Joe (navajo), sargento de armas. También fue una de las fundadoras del Caucus de Indios Americanos y Nativos de Alaska para la Asociación Estadounidense de Salud Pública. A principios de la década de 1970, comenzó a enseñar en el San Francisco State College y completó una segunda maestría en Stanford en 1972, en educación artística.
En 1975, ella y Robert se divorciaron y North se mudó a Lincoln, Nebraska. Hizo su doctorado en historia y filosofía de la educación en 1978 en la Universidad de Nebraska-Lincoln y luego dio clases en el departamento de estudios étnicos de Lincoln. Cuando no estaba enseñando, realizaba y exhibía obras de arte. Participó en exhibiciones en el Área de la Bahía y en el Museo Heard de 1966 a 1975. Su trabajo también fue exhibido en 1975 en Sacramento para la exposición del Gobernador de arte minoritario de nativos americanos. En 1983, sus pinturas se presentaron en la exposición Pinturas recientes de North y Yazzie, organizada por el Departamento del Interior de EE. UU. en el Museo Indio Sioux en Rapid City, Dakota del Sur. Inicialmente su estilo de pintura era realista, pero sus obras posteriores usaron simbolismo, cubismo e impresionismo para representar a la familia como parte del gran universo, mezclando imágenes de elementos nativos tradicionales. En 1984, regresó a la costa oeste para estar cerca de sus hijas. Se mudó a Fresno y siguió enseñando en la Universidad Estatal de California hasta su jubilación.

## Muerte y legado
North murió el 10 de octubre de 1992 en Fresno. Póstumamente, en 1995, su obra de arte se presentó como parte de la exhibición, Our Art, Our Voices: Native American Cultural Perspectives, en honor a las bodas de plata de la Organización Indígena Estadounidense de Stanford. En 1996, fue incluida en el Salón de la Fama de Antiguos Alumnos Multiculturales de Stanford, por su servicio a la comunidad indígena americana y a la "sociedad en general".